# Österfjärden, Kaskö
För andra betydelser, se Österfjärden (olika betydelser).
Österfjärden är en fjärd i Finland.   Den ligger i landskapet Österbotten, i den sydvästra delen av landet, 300 km nordväst om huvudstaden Helsingfors.
Österfjärden ligger mellan Kaskö och fastlandet. I norr övergår den i Närpesfjärden. Öster om Österfjärden ligger Pjelaxfjärden och i sydväst öppnar den sig mot Bottenhavet,